# 近藤麻理惠

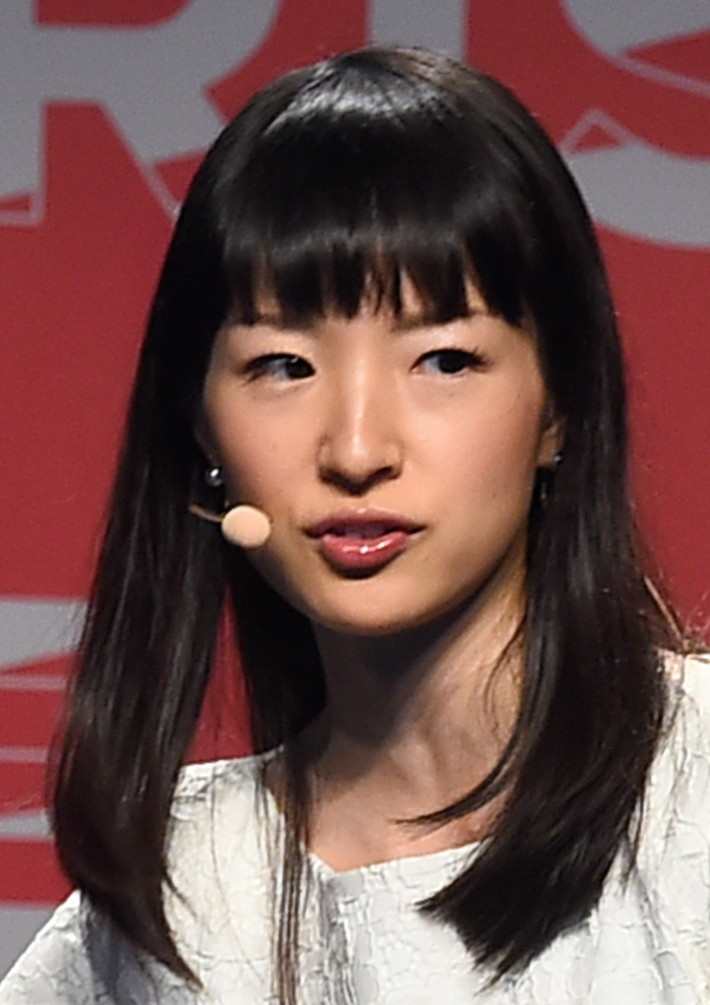
2016年於香港演講

近藤麻理惠（日语：／ Kondō Marie */?；1984年10月9日—）是日本專業整理師及作家，以自研的居家物品整理顧問諮詢為人所知。東京都出身，暱稱為「KonMari」（こんまり）。

## 生平
於1984年10月9日出生，有兄妹各一人。普連土學園高等學校畢業後，升學至東京女子大學攻讀社會學（畢業年份不詳）。
在大學2年級開始，就以「整理諮詢顧問」（片づけコンサルタント）為職業，為人介紹如何進行居家雜物收納整理。大學畢業後，進入瑞可利商務諮詢（Recruit agent）工作，2009年辭職，成為獨立顧問。
2010年出版《怦然心動的人生整理魔法》，書中倡導「只留下心動的東西，其他都丟掉」（ときめくモノを残し、ときめかないモノを手放す）的居家物品整理術，在日本售出百萬本以上；近藤之後登上數檔日本電視節目介紹自己的整理術，成為知名人物。其著作譯成多國語言，光在美國就售出150萬本，因而在全世界為人所知。
2014年春季結婚，同年開始移居美國洛杉磯，以美國為中心，向全世界開展專業整理諮詢的事業。2015年底，入選《時代》雜誌的「年度全球百位最具影響力人物」。
2019年1月1日，Netflix播出由近藤出演、與近藤著作同名的真人實境秀《怦然心動的人生整理魔法》。在這個節目中，近藤拜訪數個美國家庭，以自研的「怦然心動整理法」（英文以近藤姓名通稱為）幫忙清理整頓他們的居家環境。
2023年1月，近藤受訪称自從成為三寶媽後，她已有些開始放棄对家里的整理。對現階段的她而言，陪伴孩子才是最重要的。這一番言論被視為「女神走下神壇」，也讓許多媽媽突然覺得被解放了。

## 家庭
2014年與川原卓巳（Takumi Kawahara）結婚，兩人育有二名女兒，大女兒於2015年出生，小女兒於2016年出生。

## 著作
- 2010年 - 怦然心動的人生整理魔法（人生がときめく片づけの魔法；Sunmark出版（日语：サンマーク出版））
- 2012年 - 怦然心動的人生整理魔法2：實踐篇·解惑篇（人生がときめく片づけの魔法2；Sunmark出版）
- 2014年 - 你值得每一天怦然心動的生活（毎日がときめく片づけの魔法；Sunmark出版）
- 2015年 - 麻理惠的整理魔法：108項技巧全圖解（イラストでときめく片づけの魔法；Sunmark出版）
- 2017年 - 漫畫版 怦然心動的人生整理魔法（マンガで読む人生がときめく片づけの魔法；Sunmark出版）
- 2018年 - 讓人生怦然心動的魔法整理筆記本（人生がときめく魔法の片づけノート；扶桑社）
- 2019年 - 怦然心動的人生整理魔法　修訂版（人生がときめく片づけの魔法　改訂版；河出書房新社）
- 2019年 - 怦然心動的人生整理魔法2　修訂版（人生がときめく片づけの魔法２　改訂版；河出書房新社）

## 外部鏈結
- 官方网站：日文版、英文版

相關網站（面向日本）
- 近藤麻理惠的Instagram帳戶 （日語）
- 近藤麻理惠的Ameba部落格（日語） （日語）
- 近藤麻理惠的Facebook專頁 （日語）
- YouTube上的KonMari channel頻道 （日語）
- KonMari Salon （页面存档备份，存于）（近藤開設的會員制線上整理學校） （日語）

相關網站（面向國際）
- 近藤麻理惠的Instagram帳戶 （英文）
- 近藤麻理惠的X（前Twitter） （英文）
- 近藤麻理惠的Facebook專頁 （英文）